# Thet Htar Thuzar

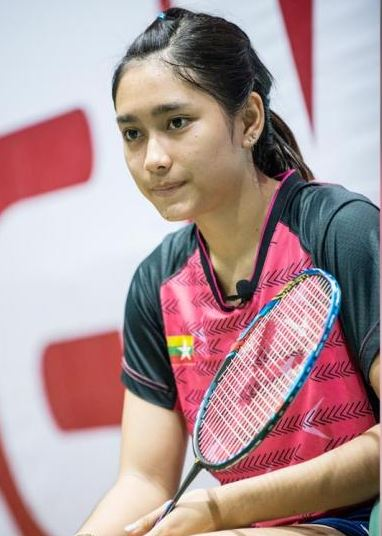
Thet Htar Thuzar, 2022

Thet Htar Thuzar (birmanisch သက်ထားသူဇာ; * 15. März 1999 in Rangun) ist eine burmesische Badmintonspielerin.

## Karriere
Thet Htar Thuzar siegte international erstmals bei den Egypt International 2018. Ein Jahr später war sie bei den Mauritius International 2019, Benin International 2019, Uganda International 2019, Ivory Coast International 2019 und den Kenya International 2019 erfolgreich. Bei den Uganda International 2020 konnte sie ihren Titel verteidigen. 2021 qualifizierte sie sich für die Olympischen Sommerspiele des gleichen Jahres, schied dort jedoch in der Vorrunde aus.

## Sportliche Erfolge
| Saison | Veranstaltung                | Disziplin | Platz | Name             |
| ------ | ---------------------------- | --------- | ----- | ---------------- |
| 2017   | Nepal International 2017     | WS        | 3     | Thet Htar Thuzar |
| 2018   | Egypt International 2018     | WS        | 1     | Thet Htar Thuzar |
| 2019   | Mauritius International 2019 | WS        | 1     | Thet Htar Thuzar |
| 2019   | Benin International          | WS        | 1     | Thet Htar Thuzar |
| 2019   | Uganda International 2019    | WS        | 1     | Thet Htar Thuzar |
| 2019   | Kenya International 2019     | WS        | 1     | Thet Htar Thuzar |
| 2020   | Uganda International 2020    | WS        | 1     | Thet Htar Thuzar |